# Programma van Belleville

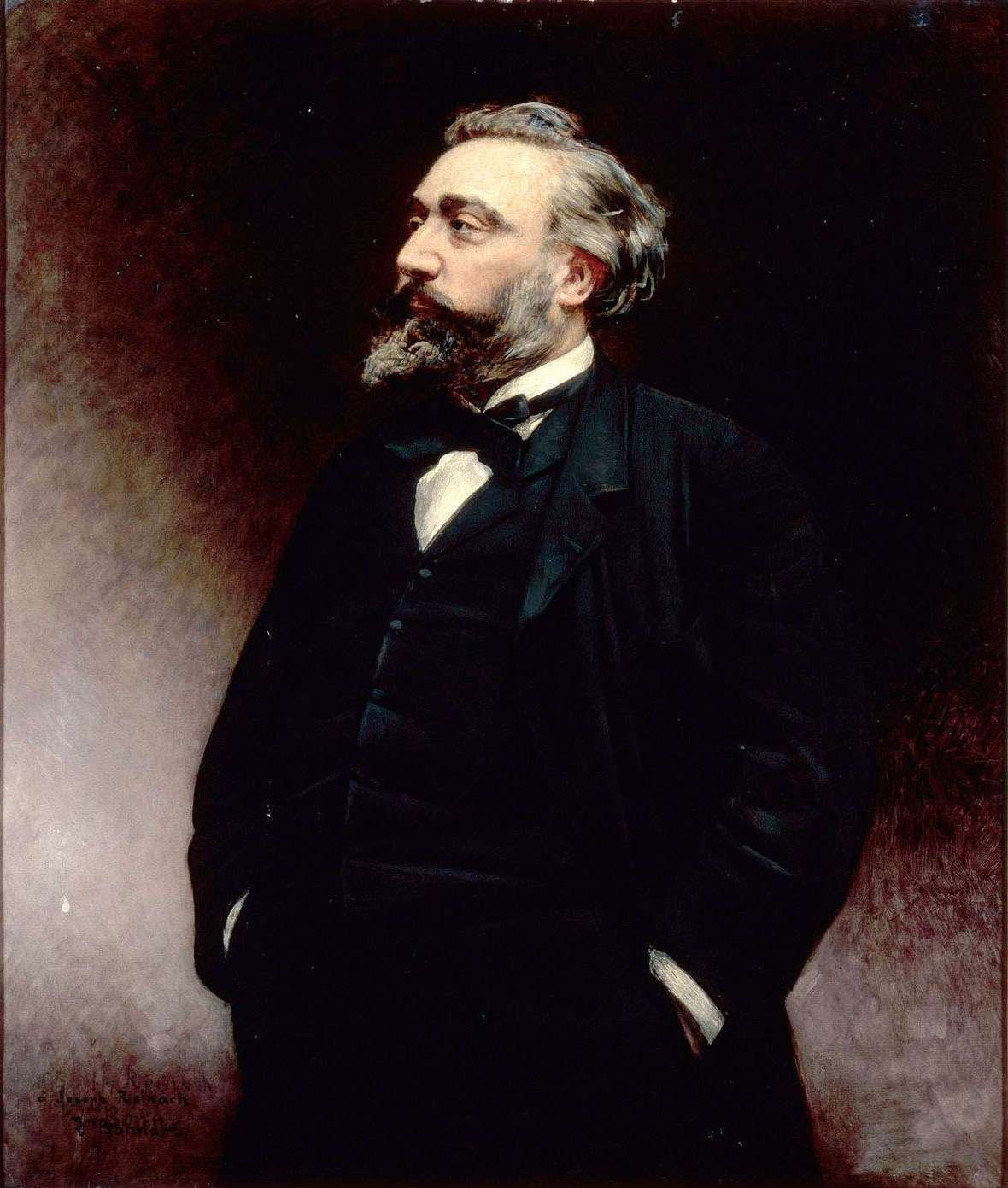
Léon Gambetta in 1888.

Het Programma van Belleville  was een redevoering uitgesproken door Léon Gambetta in de Parijse wijk Belleville tijdens zijn campagne voor de Franse parlementsverkiezingen van 1869. Op 15 mei 1869 werd de redevoering gepubliceerd in het dagblad L'Avenir national.

## Achtergrond
In 1869 deden verscheidene inwoners van Belleville een oproep aan Gambetta om zich kandidaat te stellen bij de komende parlementsverkiezingen. Er werd een kiescommissie samengesteld die enkele agendapunten opstelde. Gambetta hernam deze punten in zijn redevoeringen.
Gambetta uitte zich als een voorstander van enkele radicale maatregelen, die later door linkse republikeinen zouden worden overgenomen. Hij ijverde onder meer voor volledige persvrijheid en de scheiding van kerk en staat. Tevens stelde Gambetta zich op als voorstander van een inkomstenbelasting en het verkiezen van ambtenaren. Bovendien pleitte hij voor de afschaffing van het permanent leger.
Deze redevoering toonde de grote lijnen van de oppositie van de republikeinen tijdens het Tweede Franse Keizerrijk tegen keizer Napoleon III en vervolgens tegen de monarchisten en zou tot in de 20e eeuw dienen als inspiratiebron voor de standpunten van de Parti Radical Valoisien.
Na de val van het Tweede Franse Keizerrijk in september 1870 zou het Gambetta zijn die de afkondiging van de Derde Franse Republiek uitsprak.

## Tekst
Ziehier een vrije vertaling van het programma van Belleville:
Burgers,
Laat ons, in naam van het algemeen stemrecht, grondslag van iedere politieke en sociale organisatie, het mandaat geven aan onze volksvertegenwoordiger om deze principes van radicale democratie te bevestigen en krachtdadig op te eisen:
- de meest verregaande toepassing van algemeen stemrecht voor de verkiezing van burgemeesters en gemeenteraadsleden, zonder onderscheid naar plaats, en voor de verkiezing van volksvertegenwoordigers;
- de indeling van kiesdistricten op basis van het feitelijke aantal kiesgerechtigden en niet op basis van het aantal geregistreerde kiezers;
- de individuele vrijheid, gevestigd onder de wet en niet onderworpen aan administratieve willekeur;
- de afschaffing van van de wet op de algemene veiligheid;
- de afschaffing van artikel 75 van de grondwet van jaar VIII en de directe aansprakelijkheid van alle ambtenaren;
- het berechten van politieke misdaden van welke aard dan ook door een jury;
- de volledige persvrijheid, zonder lasten zoals dagbladzegels en dergelijke meer;
- de afschaffing van vergunningen voor drukken en boekwinkels;
- de volledige vrijheid van vergadering om iedere religieuze, filosofische, politieke of sociale kwestie te bespreken;
- de intrekking van artikel 291 van het Strafwetboek;
- volledige vrijheid van vereniging;
- de afschaffing van het toekennen van begrotingsmiddelen aan erediensten en de scheiding tussen Kerk en staat;
- gratis en verplicht seculier onderwijs;
- de afschaffing van het octrooirecht en een verdere hervorming van het belastingstelsel;
- de benoeming van alle ambtenaren door middel van verkiezingen;
- de afschaffing van een permanent leger, dat zwaar weegt op de staatsfinanciën en de zaken van de natie en dat een bron van haat tussen de volkeren en van wantrouwen is;
- de afschaffing van privileges en monopolies, die we definiëren met deze woorden: bonussen voor nietsdoen;
- economische hervormingen die een impact hebben op maatschappelijke problemen waarvan de oplossing, hoewel ondergeschikt aan politieke transformatie, voortdurend bestudeerd en gezocht moet worden in naam van rechtvaardigheid en sociale gelijkheid. Dit samengevat en toegepast principe kan alleen al het sociale antagonisme doen verdwijnen en ons devies volledig realiseren:

Liberté, égalité, fraternité (Vrijheid, gelijkheid en broederschap)
Het kiescomité van Belleville